# 米拉格罗
米拉格罗（西班牙語：Milagro）是西班牙纳瓦拉的一个市镇。总面积29平方公里，总人口2676人（2001年），人口密度92人/平方公里。